# José Escofet
José Escofet Vilamasana (Piera, 1884-Barcelona, 1945) fue un escritor, crítico y periodista español.

## Biografía
Nacido en 1884 en la localidad barcelonesa de Piera, era hijo de Manuela Vilamasana y Font y de José Escofet y Viñals. Vivió bastantes años en México. Para el teatro escribió obras como el drama en tres actos La tragedia de las rosas. Periodista y escritor, llegó a ser director de La Vanguardia y cultivó también la crítica musical. Falleció hacia comienzos de diciembre de 1945 en Barcelona y habría sido enterrado presumiblemente en el cementerio de Sarriá.